# Вейнс, Люк
Люк Вейнс (нидерл. Luk Wyns; род. 23 января 1959, Схотен, Бельгия) — бельгийский актёр и режиссёр кино.
Люк Вейнс в качестве актёра снимался в таких бельгийско-нидерландских телесериалах, как «Вдоль набережной», «Менты». Его театральные трилогии-постановки были неоднократно показаны по бельгийскому телевидению. В России известен своей ролью Эдди Стофса в криминальном сериале Матрёшки, рассказывающим о секс-трафике рабынь из Восточной Европы.
Люк Вейнс был женат на актрисе Митте Ван дер Мат, с которой он развёлся в 2004 году. У них есть сын Йонас.